# Cybocephalus chlorocephalus
Cybocephalus chlorocephalus là một loài bọ cánh cứng trong họ Cybocephalidae. Loài này được Erichson năm Germar miêu tả khoa học năm 1844.